# Beatrix Loughran
Beatrix Loughran (Mount Vernon, Estats Units, 30 de juny de 1900 - Long Beach 7 de desembre de 1975) fou una patinadora estatunidenca.

## Biografia
Va néixer el 30 de juny de 1900 a la població de Mount Vernon, població situada a l'estat nord-americà de Nova York.
Va morir el 7 de desembre de 1975 a la seva residència de Long Beach.

## Carrera esportiva
Va iniciar la seva carrera esportiva a la dècada del 1920, destacant l'any 1922 amb el segon lloc aconseguit al Campionat dels Estats Units de patinatge artístic sobre gel, posició que aconseguiria repetir l'any següent. En aquest campionat aconseguí els títols de 1925, 1926 i 1926 en individuals i 1930, 1931 i 1932 en parelles.
En els Jocs Olímpics d'Hivern de 1924 celebrats a Chamonix (França) aconseguí la medalla de plata en la categoria individual. En els Jocs Olímpics d'Hivern de 1928 celebrats a Sankt Moritz (Suïssa) aconseguí la medalla de bronze en la categoria individual i finalitzà quarta en la prova de parelles. En els Jocs Olímpics d'Hivern de 1932 celebrats a Lake Placid (Estats Units) aconseguí finalitzar en segona posició de la categoria per parelles al costat de Sherwin Badger. Amb aquesta medalla es convertí en l'única nord-americana en aconseguir fins al moment tres medalles olímpiques en patinatge artístic sobre gel.
Al llarg de la seva carrera aconseguí el títol del Campionat d'Amèrica del Nord de patinatge artístic els anys 1925 i 1927, així com finalitzà en tercera posició del Campionat del Món de l'any 1924.
El 1997 va ser incorporada al Saló de la Fama del Patinatge Artístic dels Estats Units.